# Lúcia Braga

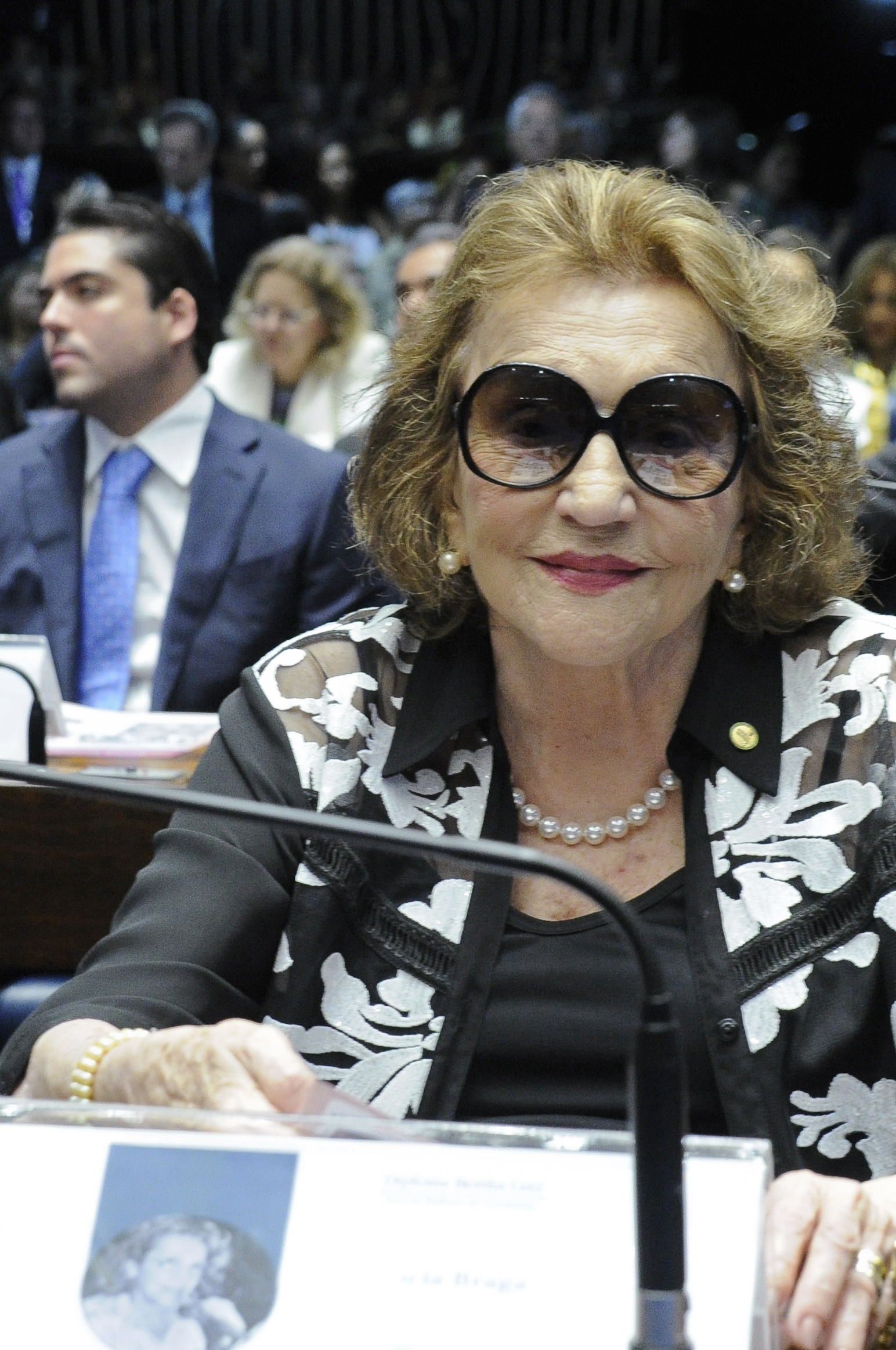
Lúcia Braga

Antônia Lúcia Navarro Braga, genannt Lúcia Braga, (* 13. Dezember 1934 in João Pessoa, Bundesstaat Paraíba, Brasilien; † 8. Mai 2020 ebendort) war eine brasilianische Politikerin.
Lúcia Braga, deren Ehemann Wilson Braga früherer Gouverneur des Bundesstaates Paraiba war, studierte Soziale Arbeit von 1955 bis 1959 sowie Jura von 1969 bis 1973.
Sie war Abgeordnete im Nationalen Parlament Brasiliens für den Bundesstaat Paraiba von 1987 bis 1991, von 1991 bis 1995 und von 2003 bis 2007. Sie war eine Parteiwechslerin und war Mitglied bei den Parteien PTB, PMN, PT und PMDB.
2018 wurde sie mit dem Diploma Bertha Lutz ausgezeichnet.
Sie starb am 8. Mai 2020 im Alter von 85 Jahren an einer COVID-19-Erkrankung, die erst einige Tage posthum durch ihre Familie bekannt gegeben wurde. Ihr Mann war auch an dieser Erkrankung gestorben. Ihr Leichnam wurde eingeäschert. Als ehemalige First Dame des Bundesstaates wurde in João Pessoa eine dreitägige Staatstrauer angeordnet.